# 桜町駅
桜町駅（さくらまちえき）は、長野県飯田市桜町二丁目にある、東海旅客鉄道（JR東海）飯田線の駅である。

## 歴史
- 1923年（大正12年）8月3日：伊那電気鉄道飯田 - 元善光寺間延伸時に桜町停留場として開設[1][2]。旅客駅[2]。
- 1943年（昭和18年）8月1日：伊那電気鉄道線が飯田線の一部として国有化、鉄道省（後の日本国有鉄道）の駅となる[3]。
- 1947年（昭和22年）4月20日：飯田大火で施設が焼失[1]。
- 1971年（昭和46年）12月1日：荷物扱い廃止[2]。同時に業務委託駅化[4]。
- 1985年（昭和60年）4月1日：業務委託終了、無人駅化[5]。
- 1987年（昭和62年）4月1日：国鉄分割民営化に伴い、JR東海の駅となる[6]。

## 駅構造
単式ホーム1面1線を有する地上駅。飯田駅管理の無人駅。

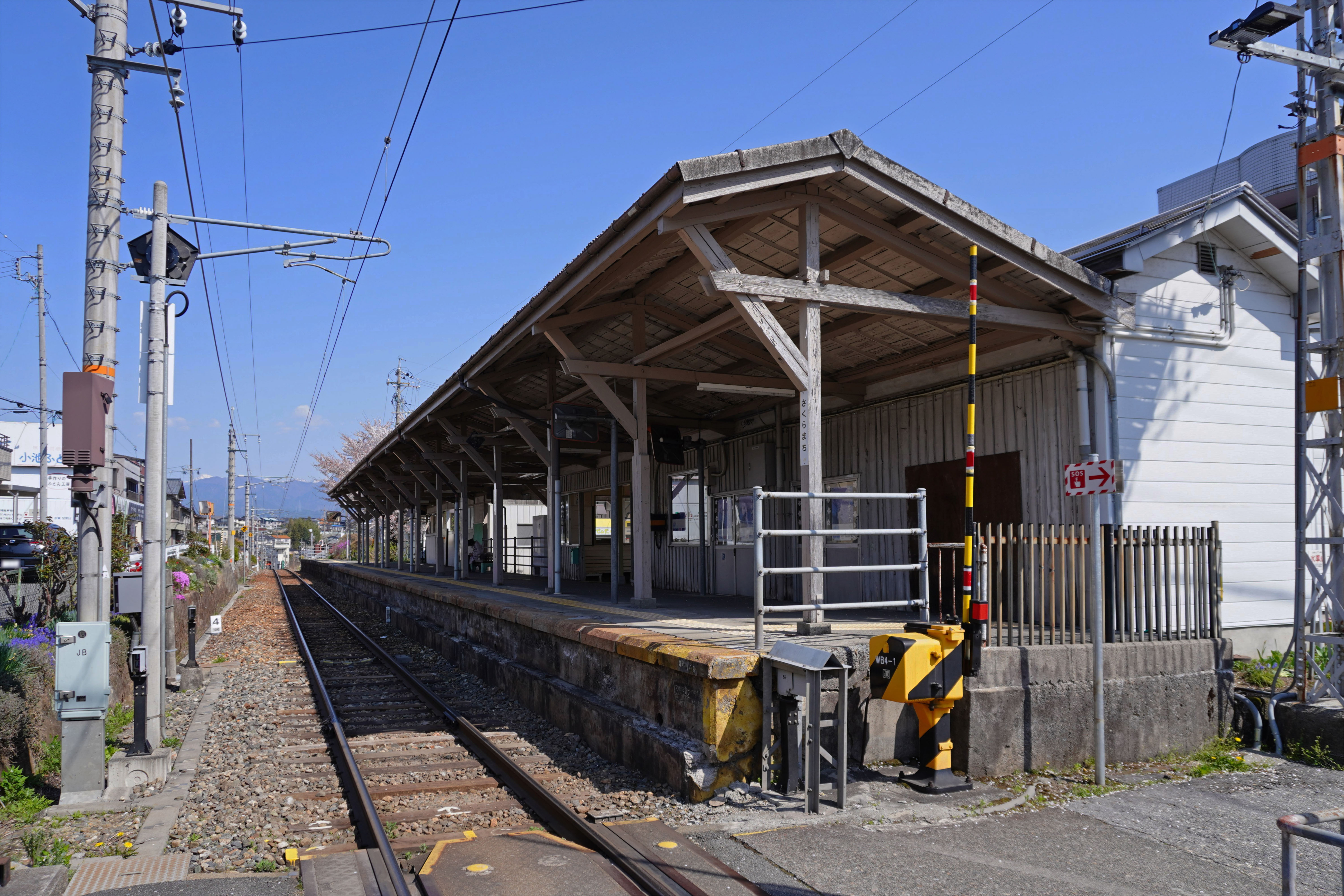
ホーム（2023年4月）

## 利用状況
1日平均乗車人員は以下の通り。
| 乗車人員推移 | 乗車人員推移 |
| 年度         | 1日平均人数  |
| ------------ | ------------ |
| 2003         | 148          |
| 2004         | 117          |
| 2005         | 100          |
| 2006         | 94           |
| 2007         | 84           |
| 2008         | 84           |
| 2009         | 83           |
| 2010         | 89           |
| 2011         | 94           |
| 2012         | 91           |
| 2013         | 118          |
| 2014         | 114          |
| 2015         | 97           |
| 2016         | 102          |
| 2017         | 108          |
| 2018         | 97           |

## 駅周辺
飯田市市街地の中にある。
- 長野県道15号飯島飯田線
- 長野県飯田風越高等学校[1] - 実質的な最寄駅で、学校から駅までの直線距離は飯田駅の方が近いが歩くとこちらの方が早いため学生に良く利用される。
- 日本年金機構飯田年金事務所
- 長野銀行飯田支店
- 飯田警察署[1]
- 長野地方裁判所飯田支部

## 隣の駅
東海旅客鉄道（JR東海）
CD 飯田線
■快速「みすず」（上りのみ停車）■普通
飯田駅 - 桜町駅 - 伊那上郷駅